# Thomas Kalb
Thomas Kalb (* 29. Oktober 1959 in Hamburg) ist ein deutscher Dirigent und Musikdirektor.

## Leben und Wirken

### Studium und Werdegang
Kalb studierte nach dem Abitur an der Musikhochschule Hamburg, zunächst Schulmusik mit den Hauptfächern Klavier bei Ralf Nattkemper und Michael Beißenhirtz sowie Fagott bei Joachim Stehr, Ian Leckie und Frank Dietzelt. Ab 1980 absolvierte er Studien in Dirigieren bei Klauspeter Seibel und Wilhelm Brückner-Rüggeberg sowie in Komposition bei Diether de la Motte und Werner Krützfeldt. 1981/82 erhielt er das Masefield-Stipendium und 1986 das Richard-Wagner-Stipendium. Bereits während des Studiums war Kalb von 1980 bis 1987 als Aushilfsfagottist an der Hamburgischen Staatsoper, beim Orchester des Schleswig-Holsteinischen Landestheaters und am Theater Lüneburg sowie als Repetitor bzw. Solorepetitor mit Dirigierverpflichtung bei den Eutiner Festspielen (1981), an der Hamburgischen Staatsoper und am Schleswig-Holsteinischen Landestheater tätig.
Es folgte von 1987 bis 1990 ein Engagement als Chordirektor und Kapellmeister am Ulmer Theater, wo er ab 1989 auch Studienleiter war. Anschließend war er als Erster Kapellmeister von 1990 bis 1992 am Staatstheater am Gärtnerplatz in München und von 1992 bis 1994 am Nationaltheater Mannheim tätig.
Kalb wirkte von 1993 bis 2004 als Generalmusikdirektor des Philharmonischen Orchester der Stadt Heidelberg. Während dieser Zeit leitete er fast 320 Konzert-Programme, darunter Sinfonie- und Chorkonzerte, Galakonzerte, Schlosskonzerte, Sonderkonzerte, Serenaden und Matineen. Mit dem Philharmonischen Orchester Heidelberg unternahm er zahlreiche Konzerttourneen ins Ausland, zum Beispiel nach Japan, Island, Belgien und in die USA.
Nach seinem Engagement in Heidelberg konzentrierte sich Kalb ab 2007 besonders auf den Aufbau eines eigenen Orchesters Junge Kammerphilharmonie Rhein-Neckar. Das Orchester gewann mehrfach den Deutschen Orchesterwettbewerb sowie einen 1. Preis beim Internationalen Summa cum laude-Wettbewerb 2016 in Wien.

### Musikfestival „Heidelberger Frühling“
1996 rief Kalb das seitdem jährlich stattfindende Musikfestival Heidelberger Frühling ins Leben. Das Eröffnungskonzert mit dem Philharmonischen Orchester der Stadt Heidelberg am 19. März 1997 in der Stadthalle Heidelberg gestaltete er mit Werken von Johannes Brahms mit den Solisten Latica Honda-Rosenberg (Violine) und Jens Peter Maintz (Violoncello). Bereits während der ersten Jahre gelangte das Festival zu internationalem Ansehen.

### Gastdirigate
Kalb war regelmäßig zu Gast bei bekannten Sinfonieorchestern und auf Opernbühnen in Deutschland und international und dirigierte Konzerte, Rundfunk- und Fernsehmitschnitte, u. a. mit den Münchner Philharmonikern, dem Orchester des Bayerischen Rundfunks und dem Orchester des Norddeutschen Rundfunks.International dirigierte er zum Beispiel das Alabama Symphony Orchestra in Birmingham (USA), das Isländische Sinfonieorchester, das Bulgarian National Radio Symphony Orchestra, das Aalborg Symphony Orchestra, das Orchestra da camera di Firenze, das Jerusalem Symphony Orchestra, das Orquestra Sinfónica del Estado di Mexico und das Orquestra do Algarve in Portugal.
1988 führte ihn ein Gastspiel der Ruhrfestspiele Recklinghausen nach Donezk (UdSSR). 1989 eröffnete er auf Einladung von Sergiu Celibidache das Festprogramm anlässlich des 40-jährigen Bestehen des Grundgesetzes in der Bonner Beethovenhalle mit den Münchner Philharmonikern. 1995 leitete er zwei Konzerte mit Montserrat Caballé und José Collado auf der Heidelberger Thingstätte und im Kurpark Wiesbaden. 1997 und 1998 dirigierte er Konzerte mit dem Eastman Philharmonia Orchestra bei den Heidelberger Schlossfestspielen und im Jahr 2000 das Radio-Symphonieorchester Stuttgart bei der Premiere von Wilfried Maria Danners Das Märchen nach ewig und drei Tagen bei den Schwetzinger Festspielen.  Anlässlich der Wiedereröffnung des Opernhauses in Alexandria im Jahr 2004 dirigierte er das Cairo Symphony Orchestra  mit Werken von Richard Strauss und Richard Wagner.
Gastdirigate führten außerdem zum Beispiel an das Münchner Staatstheater am Gärtnerplatz und an die Komische Oper Berlin. Am Gärtnerplatztheater dirigierte er die Mozart-Opern Così fan tutte, Le nozze di Figaro, Die Entführung aus dem Serail und Die Zauberflöte sowie Beethovens Fidelio und Schönbergs Pelleas und Melisande; an der Komischen Oper Berlin die Opern Orpheus und Euridice, Giustino und Julius Caesar, Hoffmanns Erzählungen; Bajazzo / Cavalleria rusticana sowie Prokoffieffs Romeo und Julia.
Mehrfach gastierte er im Festspielhaus Bregenz, wo er die Oper Salome dirigierte (2006) sowie auch Konzerte mit dem Symphonieorchester Vorarlberg leitete, mit dem er unter anderem auch im Montforthaus Feldkirch auftrat.

### Lehrtätigkeit
Kalb hatte Lehraufträge für Orchesterleitung und Fagott an der Musikschule Heidekreis in Soltau (1981–1985) und für Orchesterleitung am Hamburger Konservatorium (1983–1985) inne. Außerdem unterrichtete er 1998/1999 in Seminaren an der Pädagogischen Hochschule Heidelberg.

## Repertoire
Kalbs Musiktheater-Repertoire umfasst nahezu 100 Opern und Operetten mit rund 1000 dirigierten Vorstellungen. In seinem Konzert-Repertoire finden sich alle wichtigen Werke von Bach, Beethoven, Brahms, Bruckner, Haydn, Mahler, Mozart und Schubert, aber auch Werke wie das Mundharmonika-Konzert von Heitor Villa-Lobos oder Circle with four trios, conductor and audience von Tan Dun. Zudem dirigierte er Filmmusiken von zum Beispiel Henry Mancini, Miklos Rosza und John Barry.
Er leitete als Dirigent zahlreiche Uraufführungen zeitgenössischer Werke in Oper und Konzert, so zum Beispiel die Uraufführung der Oper The Marriages Between Zones Three, Four and Five von Philip Glass im Jahr 1997 in Heidelberg.

## Preise
- 1987: Erster Preis des Dirigierwettbewerbs des Deutschen Musikrats[13]
- 1995: Preis des Deutschen Musikverlegerverbandes für das beste Konzertprogramm am Stadttheater Heidelberg[2]
- 2001: Preis der Zeitschrift Opernwelt für die beste Orchesterleistung in Ligetis Le grand macabre[2]

## Urzeitwald und Imkerei
Mit dem privaten Urzeit-Wald in Waldhilsbach, der von den Besitzern Thomas Kalb und Susanne Krumstroh-Kalb betreut wird, ist eine Sammlung von Pflanzen entstanden, die in Europa seit der Urzeit beheimatet sind. 2021 waren es etwa 3500 Taxa. Ziel des Urzeit-Waldes „ist die Förderung der Artenvielfalt, die Sicherung der zum Teil an ihrem natürlichen Standort vom Aussterben bedrohten Arten sowie die Zusammenführung der durch die Kontinentalverschiebung in Europa, Nordamerika und Asien entstandenen Entwicklungslinien dieser Pflanzengattungen in einer Sammlung“. Dabei sind besonders die Pflanzenfamilien mit ihren Varietäten im Fokus, die schon vor 140 Millionen Jahren in der Kreidezeit existierten, wie die Gattungen Liriodendron, Liquidambar, Magnolia, Nyssa, Sorbus, Styrax, Stewartia, Ginkgo und viele Nadelbaum-Arten. Das Projekt wird unterstützt von zahlreichen, auch internationalen Wissenschaftlern, spezialisierten Kennern und Baumschulen. Der Urzeit-Wald ist für die Öffentlichkeit zugänglich.
Kalb produziert außerdem mit seinen Bienenvölkern zahlreiche Honigarten.